# SS Arabic (1920)
SS Arabic byl parník postavený v německých loděnicích A.G. Weser pod jménem Berlin. Na svou první plavbu z New Yorku do Janova a Bremerhavenu vyplul 1. května 1909. V září 1914 se stal pomocným křižníkem v německém námořnictvu.
V prosinci 1919 byl předán pod kontrolu P&O. V roce 1920 jej odkoupila White Star Line a v Portsmouthu ho předělala, umístila do Liverpoolu a přejmenovala na Arabic. V září 1921 absolvoval svou první plavbu pod White Star Line ze Southamptonu do New Yorku. Poté byl povolán na linky New York - Středozemí, kde sloužil do roku 1924, od kdy sloužil na lince Hamburk - New York. Následně si ho pronajala Red Star Line, pod níž 29. října 1926 absolvoval první plavbu a sloužil pod ní až do roku 1930, kdy byl navrácen White Star Line. Asi o rok později, v prosinci 1931, byl v Janově sešrotován.